# Duxford Aerodrome
Duxford Aerodrome är en flygplats i Storbritannien.   Den ligger i grevskapet Cambridgeshire och riksdelen England, i den sydöstra delen av landet, 70 km norr om huvudstaden London. Duxford Airport ligger 33 meter över havet.
Terrängen runt Duxford Airport är platt. Runt Duxford Airport är det ganska tätbefolkat, med 139 invånare per kvadratkilometer. Närmaste större samhälle är Cambridge, 12,2 km norr om Duxford Airport. Trakten runt Duxford Airport består till största delen av jordbruksmark.